# Geneva Open 2022
Geneva Open 2022 — тенісний турнір, що проходив на ґрунтових кортах у місті Женева, Швейцарія з  16 травня. Належав до категорії ATP 250.

## Фінальна частина

### Одиночний розряд
Каспер Рууд —  Жуан Соуза 7–6(7–3), 4–6, 7–6(7–1)

### Парний розряд
Нікола Мектич /  Мате Павич —  Пабло Андухар /  Матве Мідделкоп 2–6, 6–2, [10–3]